# Суперматематика
Суперматематика — отдел математической физики, который применяет математику супералгебр Ли к описанию бозонов и фермионов в суперсимметричных единых теориях поля. Возник в 60—70 г. XX века на основе работ Ф. А. Березина.
Предметом исследования суперматематики являются: супералгебры (такие как суперпространство Минковского и супералгебра Пуанкаре), суперсхемы, суперсимметрия, супермногообразия, супергеометрия, супергравитация, обычно в контексте теории суперструн.